# Административна подела Антигве и Барбуде
Територија Антигве и Барбуде административно је подељена на 6 округа (енгл. parishes), који се налазе на острву Антигва, и два зависна острва - Барбуда и Редонда, који обухватају истоимена острва.
| №              | Територијална јединица | Друго име тер. јединице | Административни центар | Површина км² | Становника (2011) |
| -------------- | ---------------------- | ----------------------- | ---------------------- | ------------ | ----------------- |
| Округ          |                        |                         |                        |              |                   |
| 1.             | Сент Џорџ              | Свети Ђорђе             | Пиготс                 | 24,41        | 7.496             |
| 2.             | Сент Џон               | Свети Јован             | Сент Џонс              | 66,96        | 49.225            |
| 3.             | Сент Мери              | Света Марија            | Боландс                | 63,55        | 7.067             |
| 4.             | Сент Пол               | Свети Павле             | Фалмут                 | 45,27        | 7.979             |
| 5.             | Сент Питер             | Свети Петар             | Парем                  | 32,37        | 5.269             |
| 6.             | Сент Филип             | Свети Филип             | Фритаун                | 40,67        | 3.125             |
| Зависна острва |                        |                         |                        |              |                   |
| 7.             | Барбуда                | —                       | Кодрингтон             | 160,58       | 1.638             |
| 8.             | Редонда                | —                       | —                      | 1,50         | —                 |
|                | Антигва и Барбуда      | —                       | Сент Џонс              | 442,21       | 76.886            |